# Louis Annibal de Saint-Michel d'Agoult
Louis Annibal de Saint-Michel de Agoult, nacido el 22 de febrero de 1747 en Saint-Michel (Alpes de Alta Provenza) y fallecido el 17 de diciembre de 1810 en Pamplona (España), fue un general francés de la Revolución y del Imperio.

## Estados de servicio
En 1756, con nueve años, inició su preparación militar como alumno de la Escuela Militar de París. Formó parte de la Garde du Corps, en la compañía de Villeroy desde el 16 de marzo de 1768, como ayudante de mayor desde el 22 de septiembre de 1772 y como teniente desde el 1 de enero de 1776. Fue nombrado teniente el 1.º de enero de 1776. Fue nombrado comandante de escuadrón el 27 de marzo de 1779 y caballero de la Orden de San Luis el 29 de junio de 1781. 
El 30 de septiembre de 1806, retoma del servicio como general de brigada y es nombrado comandante de armas de la plaza de Forchheim en Baviera. El 28 de agosto de 1807,se le designa comandante superior de Custrin, pero pide la baja el 3 de noviembre siguiente. 
El 19 de marzo de 1808, asume de manos del virrey de Navarra el mando de Pamplona y el 28 de marzo de 1809 rige sobre Navarra. Sería posteriormente elevado al grado de oficial de la Legión de Honor el 19 de diciembre de 1809. Adicionalmente, fue comandante de la Orden de San Lázaro de Jerusalén.
Murió el 17 de diciembre en Pamplona.

## Títulos, decoraciones, honores
- Comandante de la orden de San Lázaro de Jerusalén
- Caballero de la orden de San Luis
- Oficial de la Legión de Honor, tras su fallecimiento

## Vínculos internos
- Famille d'Agoult